# Domeniu Internet
În Internet, domeniile sunt colecții de host-uri. De exemplu, pentru host-ul ro.wikipedia.org, numele domeniului este wikipedia.org. Un nume de domeniu reprezintă un șir de caractere care corespund unei adrese IP numerice aferente unei mașini de calcul (server) conectată permanent la Internet. Numele de domeniu este unic. Folosind numele de domeniu vizitatorii se pot conecta la interfața de utilizare a mașinii de calcul, respectiv web site-ul dvs, prin intermediul căreia pot avea acces la informațiile, fișierele sau orice alt tip de materiale pe care dvs le oferiți.
Domeniile sunt arborescente: un domeniu poate fi subdomeniu al unui alt domeniu. Domeniile "rădăcină" se mai numesc și domenii de nivel superior (în engleză Top Level Domain, prescurtat TLD: Domeniu de top-nivel). În același exemplu, "org" este TLD-ul pentru host-ul ro.wikipedia.org.
Pentru domeniile .ro, autoritatea națională este RoTLD.

## Istorie
Primele domenii .com au fost:
| Domeniu Internet | Data înregistrării |
| ---------------- | ------------------ |
| symbolics.com    | 15/03/1985         |
| bbn.com          | 24/04/1985         |
| think.com        | 24/05/1985         |
| mcc.com          | 11/07/1985         |
| dec.com          | 30/09/1985         |

și primele domenii .edu au fost:
| Domeniu Internet | Data înregistrării |
| ---------------- | ------------------ |
| berkeley.edu     | 24/04/1985         |
| cmu.edu          | 24/04/1985         |
| purdue.edu       | 24/04/1985         |
| rice.edu         | 24/04/1985         |
| ucla.edu         | 24/04/1985         |

## Statistici
La sfârșitul primului trimestru al anului 2005, în lume fuseseră înregistrate peste 76,5 milioane nume de domenii.